# Arran Brown
 Arran Brown, né le 24 mars 1985 à Johannesburg, est un coureur cycliste sud-africain, ancien membre de l'équipe MTN Qhubeka.

## Palmarès
- 2007
  -  Champion d'Afrique du Sud du critérium
- 2009
  - Tour du Cap IV
  - Powerade Dome 2 Dome Cycling Spectacular
  - Pick n Pay Amashovashova National Classic
  - 4e du championnat d'Afrique sur route
- 2010
  - Tour de Delhi
  - Pick n Pay Amashovashova National Classic
- 2011
  - 3e et 9e étapes du Tour du Maroc
- 2012
  - 3e, 4e, 9e et 10e étapes du Tour du Maroc

## Classements mondiaux
| Année           | 2006 | 2007 | 2008 | 2009 | 2010 | 2011 | 2012 |
| --------------- | ---- | ---- | ---- | ---- | ---- | ---- | ---- |
| UCI Africa Tour | 74e  | 59e  | 52e  | 11e  | 48e  | 63e  | 32e  |
| UCI Asia Tour   |      |      |      |      | 52e  | 333e |      |